# Wu Tsang
Wu Tsang (Worcester, 1982) es una cineasta, artista e intérprete que trabaja desde Nueva York y Berlín, cuyo trabajo explora historias ocultas, narrativas marginales y el acto mismo de actuar. En 2018, Tsang recibió una beca MacArthur. Según Tsang, sus películas, vídeos y representaciones viajan en la búsqueda del "intermedio" en el que las personas y las ideas no pueden discutirse en términos binarios. Generalmente, sus películas forman un híbrido entre lo narrativo y lo documental; no se ajustan plenamente a una forma u otra. Sus proyectos han sido expuestos en la Tate Modern de Londres, en el Museo Stedelijk de Ámsterdam, Migros Museum de Zúrich, Whitney Museum y museo nuevo de Nueva York, MCA Chicago y MoCA Los Ángeles. En 2012 participó en la Bienal de Whitney, bienal de Liverpool y bienal de Gwangju.(Corea del Sur)

## Educación
Tsang recibió un BFA (2004) por la Escuela del Instituto de Arte de Chicago y un MFA (2010) de la Universidad de California en Los Ángeles.

## Trayectoria

### Filmografía
El documental más conocido de Tsang, Wildness, documenta el bar trans de Los Ángeles "Silver Platter". Tsang dirigió y produjo esta película que fue coescrita con Roya Rastegar y la película se estrenó en la quincena de documentales del MoMA en Nueva York. Se ha proyectado en festivales de Canadá, Estados Unidos y Chile. Desde 1963, "Silver Platter" ha sido un bar histórico patrocinado por una comunidad LGBT predominantemente latina. Wildness documenta lo que sucede cuando un grupo de jóvenes artistas organiza una noche de actuación semanal en un bar. Documentando la colisión entre las dos comunidades LGBT, la película plantea preguntas sobre la comunidad, el espacio y la propiedad. En una entrevista, Tsang describe cómo esta película representa a una serie de personas que a menudo son estereotipadas, como personas trans, personas de color y comunidades queer, y describe cómo ser responsable ante las comunidades que documenta mediante la experimentación práctica. Sus colaboradores incluyen al poeta y erudito Fred Moten, así como al artista de performance Boychild.

#### Cortometrajes
Los cortometrajes de Wu Tsang incluyen:
- Under Cinema (2017): esta película sigue a la cantante de R&B Kelela para sumergirse profundamente en la vida de un artista negro. La película está filmada íntimamente con una cámara de mano que sigue a Kelela a través de eventos como un festival, tiempo de estudio y reflexiones emocionales. "El momento más memorable de Under Cinema es cuando Kelela habla a la cámara y desmantela con elocuencia la industria de la música al señalar que está 'interesada en... la moneda de la cultura con la que vienes como persona de color' y que 'la música pop proviene de R&B, es una música dolorosa".[10]
- Duilian (2015): La película explora la vida y los escritos de Qiu Jin, una revolucionaria feminista china que fue ejecutada a los 31 años por intentar fomentar la revolución contra la dinastía Qing. Menos conocida, y destacada en la película, es su larga relación queer con el calígrafo Wu Zhuying. Wu Tsang interpreta a Wu Zhuying, y el colaborador durante mucho tiempo de Wu Tsang, Boychild, interpreta a Qiu Jin.[11] La película ilumina el uso de los poemas de Qiu Jin (traducidos al inglés por primera vez) y las artes marciales de China de Wushu para crear "escenas discordantes pero hermosas".[1]
- Estás muerto para mí (2013): En los suburbios de California, una madre chicana está de luto por la muerte de su hija adolescente dos años antes. En la víspera del Día de los Muertos, todo cambia cuando la Muerte le ofrece una elección que no pudo hacer en vida. El elenco incluye a Laura Patalano y Armonía Santana. La película se proyectó ampliamente en festivales de cine LGBT y otros, y ganó varios premios, incluido el de mejor cortometraje y mejor actriz.[12]
- Atado y verdadero (2012): coescrito con Nana Oforiatta-Ayim, la película tiene lugar en una ciudad africana poscolonial ficticia, inspirada en Île Saint-Louis, Senegal. Cuenta la historia de dos amantes desafortunados mientras explora los temas de asimilación, alteridad y racismo.[13]
- Mishima en México (2012): Protagonizada por Alex Segade y Wu Tsang, la película está inspirada en la novela de 1950 de Yukio Mishima, Thirst for Love. Se desarrolla en la Ciudad de México, donde un escritor y un director se hospedan juntos en un hotel para trabajar en su proceso creativo, mientras integran el trabajo de Mishima en el suyo propio y en sus vidas.[14]
- Wildness (2012): esta película cuenta la historia de la fiesta semanal y la clínica que Tsang organiza en el bar Silver Platter en el área de MacArthur Park en Los Ángeles, California. La película es un "relato caprichosamente ficticio" de los eventos que ocurrieron en Silver Platter, y está narrada tanto por Tsang como (en español) por Silver Platter. Como dijo Tsang en una entrevista de 2016, "Cuanto más subjetivo pudiera ser al contar mi propia experiencia de la situación, más ético podría ser con mis colaboradores y personajes".[15] En una entrevista con Art Basel, Wu Tsang dijo que abordó esta película más como activista cívica que como cineasta. Continúa diciendo que "sentía que había una historia importante que contar sobre la vida de sus amigas en el bar, muchas de las cuales eran mujeres trans e inmigrantes indocumentadas, que a menudo luchaban con invisibilidades superpuestas y prosperaban a pesar de las intensas condiciones de violencia y policía".[16] Wu Tsang describe la realización de Wildness como un proceso de aprendizaje en el que aprendió por sí misma a "escribir, dirigir y editar".[17] Wildness se estrenó en la quincena de documentales del Museo de Arte Moderno en 2012 y en el Documental Internacional Canadiense de Hot Docs en Toronto.[18]

#### Largometrajes
- MOBY DICK; o, The Whale (2022): Se trata de una película muda digital de 75 minutos acompañada de orquesta en vivo. Es una adaptación del clásico Moby-Dick de Herman Melville de 1851, con una lectura poscolonial.[19] Se inspiró en Mariners, Renegades, and Castaways: The Story of Herman Melville and the World We Live In, de CLR James, que estudió la obra de Melville en relación con la codicia colonialista y la jerarquía social de la década de 1950.[20] La película de Tsang muestra a la tripulación del barco trascendiendo parcialmente el género y la raza, y presenta a los personajes principales Ishmael y Queequeg como amantes.[19] La película, apoyada por el teatro suizo Schauspielhaus Zürich, se estrenó en 2022 y se proyectó en el Museo Thyssen-Bornemisza de Madrid en 2023.[21][22]

### Instalaciones artísticas
- Moved by the Motion (2014– 2015) es la primera de una serie de representaciones y obras de Tsang que habita un espacio entre la ficción y el documental. Esto se presentó en el transcurso de 2014-2015, incluida una presentación en vivo en DiverseWorks como parte de CounterCurrent en colaboración con el Centro para las Artes Cynthia Woods Mitchell de la Universidad de Houston (sábado, 12 de abril de 2014) y una instalación de video en la exposición Double Life at the Contemporary Arts Museum Houston (19 de diciembre de 2014 - 13 de marzo de 2015).[23]

## Premios y reconocimientos
En 2012, Tsang fue nombrada una de las "25 nuevas caras del cine independiente" de la revista Filmmaker. En Outfest 2012, Wildness ganó el Gran Premio del Jurado por Mejor Documental. También en 2012, su trabajo se presentó en la Bienal de Whitney y en la trienal del Nuevo Museo. Ganó el premio Foundation for Contemporary Arts Grants to Artists (2013). En 2014, fue incluida en la bienal "Made in LA" de 2014 del Hammer Museum. En 2015 recibió un Creative Capital Award por A Day in the Life of Bliss. Tsang recibió el premio MacArthur Genius en 2018.

## Filmografía
- 2012: Desenfreno
- 2012: Mishima en México
- 2012: Atado y verdadero
- 2013: Estás muerto para mi
- Duilian
- Debajo el cine